# José Diez Canseco Pereyra
José Diez-Canseco Pereyra (Lima, 6 de octubre de 1904-4 de marzo de 1949) fue un escritor y periodista peruano. Se le considera precursor del realismo urbano en la literatura del Perú.

## Biografía
Fue hijo de Alfredo Diez-Canseco Coloma y María Pereyra Patrón. Nieto del general Francisco Diez-Canseco Corbacho, que fue presidente provisorio del Perú en 1868 y 1872.
En 1911 inició sus estudios en el Colegio San José de Cluny de Barranco, para luego pasar al Colegio de la Inmaculada de Lima, de la Compañía de Jesús, el cual abandonó en 1920 antes de terminar sus estudios para iniciar su carrera literaria en Barranco.
En 1921 empezó a colaborar en La Provincia, publicación periódica de Barranco, bajo el seudónimo de Edmundo de Rienzi. Además, empezó a trabajar como empleado de la agencia All America Cables, en Barranco, y de algunas casas comerciales de Lima. También colaboró en las revistas limeñas Variedades, Mundial y Amauta. Algunos de sus cuentos y poemas que publicó en dichos medios tuvieron gran éxito entre los lectores.
Luis Alberto Sánchez lo recordaba como «un joven elegante, bohemio, aristocrático, pero sin dinero… mezcla de dandy y bohemio, de hombre de bar y de academia, lleno de inquietud social pero sometidos a gustos sibaríticos».
En 1927, involucrado en conspiraciones políticas, viajó a Europa, haciendo un periplo de aprendizaje por diversas ciudades del Viejo Continente. Regresó al año siguiente e ingresó a la redacción del diario El Tiempo de Lima.
En 1929 viajó en el crucero de verano de los cadetes de la Escuela Naval, con destino a Panamá, experiencia que lo puso en contacto con los hombres del mar. De este viaje nació su personaje El Gaviota, protagonista del relato costumbrista del mismo nombre, que en parte apareció publicado por primera vez en la revista Amauta. Simultáneamente escribió otra novela corta titulada El Kilómetro 83. Ambas novelas constituyeron luego la primera edición de Estampas mulatas (1930), enriquecidas posteriormente, en sucesivas ediciones, con nuevos cuentos, entre los cuales figuran algunas piezas maestras, como El trompo. Esta obra narrativa le situó entre los más promisorios escritores de su generación.
A la caída de Augusto Leguía en 1930, empezó a militar en el aprismo. Fue uno de los redactores del diario La Tribuna. También colaboró en La Revista Semanal (1930-1931) y El Hombre de la Calle (1930-1932), y fue uno de los redactores de El Perú.
Cuando arreció la persecución contra los apristas, viajó nuevamente a Europa, residiendo tres años en Francia, donde tenía algunos parientes. En diciembre de 1932 lo sorprendió en París la noticia que La Prensa de Buenos Aires había premiado uno de sus cuentos («Jijuna») entre 13 000 concursantes. Ya gozando de fama y reconocimiento, fue acogido por el diario ABC de Madrid, donde se le otorgó el Premio de periodismo Antonio Zozaya.
Regresó al Perú en 1935 y participó ardorosamente en el periodismo y la política, acaso con perjuicio de su verdadera vocación novelística que probó en Duque (novela publicada en 1934), corrosiva y brillante crítica de la oligarquía de su país, varias de cuyas escenas están ambientadas en el Country Club de Lima.
Entre 1940 y 1945 estudió Letras y Derecho en la Universidad Mayor de San Marcos, pero no logró graduarse, según dice, por no tener en su diploma la firma de un adversario político.
En 1943 se casó con René Gonzales Barua, y tuvo a sus hijas Carmen Rosa y María de la Cruz.
En el campo periodístico hizo famosa varias secciones, destacando por su lenguaje criollo, llenó de picardía y colorido. Fue corresponsal de dos diarios limeños: La Prensa, en Colombia (1936); y El Universal, en Santiago de Chile (1936-1939). Fue también uno de los iniciadores de Jornada, el semanario que apoyó la candidatura presidencial de José Luis Bustamante y Rivero (1944).
Por tercera vez viajó a Francia (de octubre a diciembre de 1945) y a otros países europeos. De regreso al Perú, se sumó a la redacción del diario La Prensa de Lima (1947-1949), donde tenía a cargo dos secciones, que se convirtieron en las más leídas del público.
Ya dominaba los elementos de una técnica simple, pero vigorosa, y planeaba sus verdaderas obras cuando, a mitad de su libro El mirador de los ángeles, la muerte lo sorprendió una mañana de verano de 1949. Tenía apenas 45 años de edad.

## Su obra narrativa
Su primera novela corta, El Gaviota, apareció parcialmente en la revista Amauta. Casi simultáneamente escribió otra novela corta, Kilómetro 83. Son relatos de ambiente costeño y criollo, cuyos personajes son predominantemente zambos de las barriadas. Ambos relatos fueron reunidos por el autor en un solo volumen, con el subtítulo de Estampas mulatas (1930). Una segunda edición (1938), incluyó cuatro estampas más: «Jijuna» (cuento escrito en 1931 y con el que había ganado un premio en Argentina); «Don Salustiano Merino, notario»; «El velorio» y «Gaína que come güebo». Una edición póstuma, cuidada por la viuda del autor en 1951, agregó más narraciones: «Chicha, mar y bonito», «Cariño e’ley» y «El trompo». Este último es una pequeña obra maestra de temática infantil, cuyo personaje es Chupitos, un niño afroperuano diestro en el juego del trompo.
Su narrativa no solo se enfocó en las clases populares, sino también en los habitantes de barrios de nivel social más elevado, como es el caso de Suzy, cuento largo ambientado en el Barranco de su niñez, publicado en el Mercurio Peruano (N.º 40, Lima, 1930). De esa misma línea son El mirador de los ángeles y Las Urrutia, novelas que dejó inconclusas y que fueron póstumamente publicadas en 1974 por el crítico Tomás Escajadillo.
Pero, indudablemente, su obra más conocida y celebrada es la novela Duque (1934), donde satiriza la decadente vida de conocidos personajes de la clase alta limeña. Escrita entre 1928 y 1929, fue publicada en Santiago de Chile en 1934, por la editorial Ercilla, que por entonces dirigía Luis Alberto Sánchez. Ello debido a que el autor se había exiliado a Europa, por razones políticas. Esta obra es señalada como precedente de Un mundo para Julius de Alfredo Bryce Echenique. 

## Publicaciones

### Novelas y libros de cuentos
- El Gaviota y El Kilómetro 83 (Lima, E. Rosay, 1930), dos novelas cortas, reunidas bajo el subtítulo de Estampas mulatas. Premio de la Municipalidad de Lima.
- Suzy (Lima, Mercurio Peruano, 1930), novela corta.
- Duque (Santiago de Chile, Ercilla, 1934), novela. Reeditada en 1937 y en 1973.
- Estampas mulatas (Lima, 1938), libro de cuentos, que amplía la edición de 1930. Sucesivamente aumentada con más relatos, en las ediciones de 1951 y de 1973.
- El mirador de los ángeles (Lima, INC, 1974), novela inconclusa.
- Las Urrutia (Lima, INC, 1974), novela inconclusa.

### Cuentos
Publicados en periódicos y revistas, varios de sus cuentos pasaron a integrar el libro Estampas mulatas.
- «Uno, dos, tres» (1924)
- «Baro» (1924)
- «El escultor» (1924)
- «Mi cuarto y yo» (1925)
- «Un deseo ridículo» (1925)
- «La botella de cerveza» (1926)
- «India del Perú» (1928)
- «Jijuna» (1931). Premio del diario La Prensa de Buenos Aires, en 1932.
- «El trompo» (1941)
- «Las patas del crío» (1945)
- «Don Salustiano Merino, notario»
- «El velorio»
- «Gaína que come güebo»
- «Cariño e’ley»
- «Chicha, mar y bonito»
- «La pantruca»
- «La disforzada»
- «Pior es nada»
- «Repartición de premios»

### Otros géneros
- Lima, coplas y cantares (1949), compilación de cuadros evocativos y poesías.

Una de sus composiciones poéticas, sobre Francisco Pizarro, fue premiada por el Ministerio de Relaciones Exteriores (1941).

### Narrativa completa
- José Diez-Canseco. Narrativa completa (Lima, PUPC, 2005), en dos tomos. Publicado en conmemoración del centenario del nacimiento del escritor.[4]

Todavía falta recopilar sus numerosos artículos y ensayos periodísticos, dispersos en diversos diarios y revistas.

## Valoración
José Diez Canseco es considerado uno de los mejores cuentistas peruanos, así como el precursor de la moderna narrativa peruana.
Desarrolló la narrativa de tema costeño, como ya lo habían empezado a hacer Abraham Valdelomar y Enrique López Albújar, pero dando más espacio al personaje afroperuano (zambos y mulatos criollos), hasta entonces casi ausente en la literatura peruana. Su narración es viva, llena de picardía y de emoción popular. Da cabida al lenguaje popular o criollo, que confiere autenticidad y vigor al conjunto de sus relatos. Tal como se demuestra en su colección de cuentos llamado Estampas mulatas, a la que pertenecen celebrados cuentos como El trompo y Jijuna, y las novelas cortas El Gaviota y Kilómetro 83.
Asimismo, escribió novelas que rememoran el Barranco de su infancia (Suzy, en 1930, y la incompleta El mirador de los ángeles, publicada póstumamente), así como una visión satírica de la alta clase social limeña de finales de los años 1920 (Duque, 1934).
Pese al valor de su obra, en su momento se vio postergada por la moda de la literatura indigenista. Luego, se vio opacada por el auge de la Generación de 1950, que precisamente fue la que retomó con éxito su temática urbana y costeña. Actualmente continúa su revalorización, pero todavía sigue siendo desconocido para el gran público.